# دن گور
دن گور (انگلیسی: Dan Goor؛ زادهٔ ۲۸ آوریل ۱۹۷۵) فیلم‌نامه‌نویس، تهیه‌کننده فیلم، تهیه‌کننده تلویزیونی و شورانر اهل ایالات متحده آمریکا است. وی از سال ۱۹۹۳ میلادی تاکنون مشغول فعالیت بوده‌است.
وی همچنین برندهٔ جوایزی همچون جوایز امی ساعات پربیننده شده‌است.